# Oberlarg
Oberlarg – miejscowość i gmina we Francji, w regionie Grand Est, w departamencie Górny Ren.
Według danych na rok 1990 gminę zamieszkiwało 146 osób, 18 os./km².